# 東邦歯科医療専門学校
東邦歯科医療専門学校（とうほうしかいりょうせんもんがっこう)とは東京都日野市にある歯科技工士、歯科衛生士を養成する厚生労働大臣指定の専修学校。全国歯科技工士教育協議会、中間法人全国歯科技工士学校協会、社団法人東京都専修学校各種学校協会の会員校である。

## 沿革
- 1966年：財団法人･東邦歯科学院「東邦歯科技工専門学校」設立認可される。
- 1967年：4月より歯科技工士学校としてスタートする。
- 1976年：学校教育法改正に伴い専修学校に認可される。
- 1982年：アメリカ・ロサンゼルスシティカレッジと姉妹校を提携し現在に至るまで相互交流を図っている。
- 1992年：校名を現在の「東邦歯科医療専門学校」に変更。歯科衛生士学科を併設し、新校舎を現在の川崎街道沿いに移転した。
- 2004年からは学校法人東邦歯科学院となり、現在に至る。